# Exposition internationale du surréalisme
 (novembre 2023).
L'Exposition internationale du surréalisme est une exposition d'artistes surréalistes qui se tient du 17 janvier au 24 février 1938 à la galerie des Beaux-Arts de Georges Wildenstein, au 140, rue du Faubourg-Saint-Honoré à Paris en France. 

## Historique

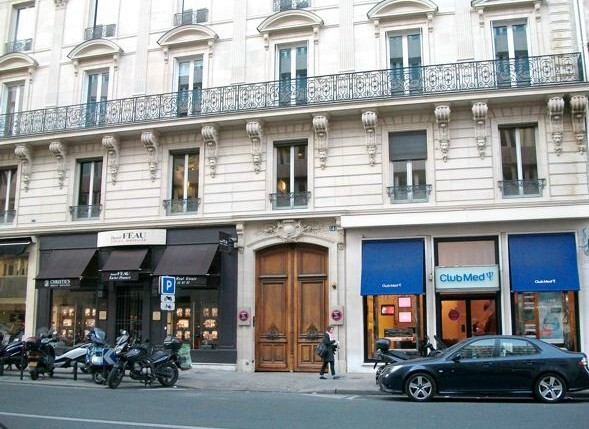
Façade du 140, rue du Faubourg-Saint-Honoré à Paris.

### Prémices
Dans la droite ligne affichée par la revue La Révolution surréaliste, une première exposition de dimension internationale est organisée à Paris, dans la galerie de Pierre Loeb, inaugurée le 13 novembre 1925, et réunit des œuvres de Jean Arp, Max Ernst, Man Ray, André Masson, Joan Miró, Pierre Roy, Pablo Picasso, Paul Klee et Giorgio de Chirico. Une autre exposition commune suit en avril 1928 à la galerie parisienne Au Sacre du Printemps dirigée par Hans Effenberger sous le titre Le Surréalisme, existe-t-il ? : Max Ernst, André Masson, Joan Miró, Francis Picabia, Georges Malkine et Yves Tanguy y participent. En mai 1935, André Breton et Benjamin Péret, sont invités par la revue espagnole Gaceta de Arte dirigée par Eduardo Westerdahl (en), à organiser une exposition du groupe des surréalistes à Santa Cruz de Tenerife. En 1936, a lieu The International Surrealist Exhibition à Londres (en juin-juillet, New Burlington Galleries), organisée par David Gascoyne et Roland Penrose, qui rassemblent 141 artistes. Puis Alfred H. Barr inaugure à New York, au MoMA (en décembre), Fantastic Art, Dada, Surrealism. Enfin, en juin 1937, une première exposition internationale a lieu à Tokyo, Exhibition of Surrealism, dirigée par Shūzō Takiguchi et Tiroux Yamanaka, aidée par Paul Éluard, Georges Hugnet et Penrose.
Entre-temps, la position du groupe s'est radicalisée, à travers le lancement de la revue Le Surréalisme au service de la révolution en avril 1930.

### L'exposition de 1938
L'exposition internationale est organisée par André Breton, cerveau et théoricien des surréalistes, et Paul Éluard, le poète le plus connu du mouvement, qui ont obtenu de Wildenstein, une « liberté totale dans la conception et la scénographie ». Le catalogue de huit pages cite, avec ceux qui précèdent, Marcel Duchamp, en tant que « générateur-arbitre », Salvador Dalí et Max Ernst, comme « conseillers spéciaux », Man Ray, comme « maître des lumières » et Wolfgang Paalen comme responsable des « eaux et broussailles »,,.
Le vernissage, duquel Duchamp, Miro, Magritte et Tanguy sont excusés, est marqué par la performance de Hélène Vanel (en) intitulée L'Acte manqué, et qualifiée de « danse sauvage » : sur une idée de Dali, elle apparut nue, couverte de chaîne, et barbota dans l'installation aquatique de Paalen, Avant la Mare. L'affiche officielle est une composition de Kurt Seligmann.
La galerie édite un catalogue, intitulé Dictionnaire abrégé du Surréalisme, avec une couverture dessinée par Yves Tanguy et une préface de Raymond Cogniat, directeur de la Gazette des beaux-arts, que finance Georges Wildenstein,.

## Œuvres exposées

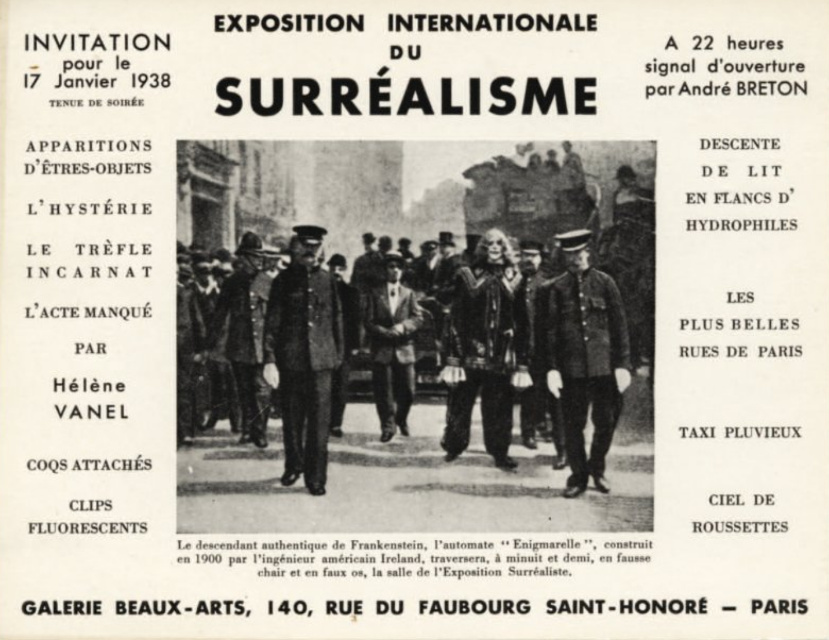
Carton d'invitation au vernissage de l'exposition, le 17 janvier 1938, annonçant la venue d'Enigmarelle.

Un total de 229 œuvres signées par 60 artistes venus de 14 pays est montré.
L'exposition est organisée en trois sections, montrant des peintures et objets ainsi que des chambres et mannequins, inhabituellement décorés, remaniés à divers égards. Avec cette présentation holistique des œuvres d'art surréalistes, le mouvement a écrit l'histoire de l'exposition.
L'exposition commence dès l'arrivée des visiteurs dans la cour de l'immeuble, puisque la galerie ne donne pas sur la rue. S'y trouve Le Taxi pluvieux, une installation de Dali, une véritable voiture-taxi, phares allumés, couverte de lierre, et occupée par deux mannequins déguisés, sur lesquels de l'eau dégouline. Ensuite, on passe par le corridor donnant accès aux salons de la galerie même, couloir nommé « Rue surréaliste», ponctué de seize mannequins, chacun étant habillé par l'un des artistes exposés, comme des sortes de « poupées », adossées aux murs recouverts d'affiches, de tracts et de plaques de rue, parfois inventées, collage faisant référence à l'univers littéraire du groupe. La salle suivante est une vaste « grotte », très sombre, conçue par Duchamp : au plafond, assez bas, sont suspendus 1 200 sacs de charbon, au centre, brûle un brasero, et sur les quatre murs, sont exposées des œuvres, que les visiteurs éclairent grâce à une lampe torche. C'est dans cette pièce que se trouve l'installation aquatique de Paalen, des collages de Man Ray, et Jamais, sculpture d'Óscar Domínguez, un phonographe représentant des parties d'un corps féminin, acquis ensuite par Pablo Picasso. Ce dernier avait exposé deux peintures de femmes datant de 1930 et 1931,.
L'exposition se termine par deux petites salles, aménagées par Georges Hugnet, dans lesquelles figuraient Cadavre exquis, une pièce signée André Breton, et deux toiles de Magritte, dont Le Thérapeute (1937).
La photographe Denise Bellon a réalisé un précieux reportage, à la demande d'André Breton, dans lequel elle témoigne des œuvres exposées et des installations, ces dernières ayant disparu après son reportage.

## Exposants
- André Breton
- Salvador Dalí
- Giorgio De Chirico
- Óscar Domínguez
- Marcel Duchamp
- Paul Éluard
- Max Ernst
- Augustín Espinoza
- Maurice Henry
- Georges Hugnet
- Marcel Jean
- Paul Klee
- René Magritte
- Roberto Matta Echaurren
- Henry Moore
- Léo Malet
- André Masson
- Juan Miró
- Sonia Mossé
- Meret Oppenheim
- Wolfgang Paalen
- Pablo Picasso
- Man Ray
- Kurt Seligmann
- Yves Tanguy

## Postérité
L'exposition de 1938, après celle de Londres, fut la deuxième à accoler les mots « internationale » et « surréalisme ». Avec l'entrée dans la Seconde Guerre mondiale, le groupe est en grande partie contraint à l'exil. En janvier-février 1940, Wolfgang Paalen et César Moro organisent l'Exposición Internacional del Surrealismo à la Galeria de Arte Mexicano, à Mexico, qui rassemble une trentaine d'artistes venus du monde entier. En octobre-novembre 1942, Breton et Duchamp montent ensemble, à New York, First Papers of Surrealism, coordonnée par Sidney Janis au 451 Madison Avenue, dans laquelle paraît pour la première fois Robert Motherwell.
En juillet 1947, Breton et Duchamp se retrouvent à Paris et organisent une nouvelle exposition internationale intitulée Le Surréalisme en 1947 chez Maeght,.
Durant l'hiver 1959-1960, la galerie Daniel Cordier (Paris) accueille l'Exposition inteRnatiOnale du Surréalisme (EROS).

### Source de la traduction
- (en) Cet article est partiellement ou en totalité issu de l’article de Wikipédia en anglais intitulé « Exposition Internationale du Surréalisme » (voir la liste des auteurs).